# Produtividade (ecologia)
Em ecologia, chama-se produtividade duma espécie, população ou ecossistema, a quantidade de matéria orgânica produzida por essa entidade num determinado período (geralmente um ano).

## Produtividade primária
A produtividade primária pode ser definida em ecologia como a medida da produção primária durante um intervalo de tempo e espaço, ou seja, refere-se à taxa (velocidade) de produção de compostos orgânicos a partir de substâncias minerais, pela fotossíntese ou quimiossíntese, durante um determinado tempo e espaço físico.

## Produtividade secundária
A produtividade secundária refere-se à quantidade de matéria orgânica incorporada pelos consumidores primários ou herbívoros em um determinado período de tempo.

## Produção primária vs produtividade primária
Produção primária e produtividade primária são termos que se referem a conceitos diferentes.[carece de fontes?] Enquanto a produção primária representa a quantidade total de compostos orgânicos produzidos por organismos fotossintetizantes e/ou quimiossintetizantes, a produtividade primária representa a taxa na qual esses compostos orgânicos são produzidos por esses organismos. Logo, a produtividade primária implica velocidade da produção primária por unidade de tempo. Tanto a produção primária quanto a produtividade primária são expressas em unidades de energia. A produção primária pode ser expressa em unidades de energia por área (ex.: g m-2, cal m-2, J m-2) ou volume (ex.: g m-3, cal m-3, J m-3). Já a produtividade primária pode ser expressa em unidades de energia em uma determinada área (ou volume) por unidade de tempo (ex.: g m-2 dia-1, g m-3 dia-1, kg m-2 ano-1, cal m-2 ano-1, J m-2 ano-1).

## Produtores primários marinhos
Em ambientes cujos produtores são exclusivamente fotoautotróficos, a produtividade primária tende a ser equivalente à taxa de fotossíntese, processo bioquímico capaz de converter energia luminosa em energia química. Resumidamente, durante a fotossíntese, na presença de luz e pigmentos fotossintéticos (ex.: clorofila), irão reagir dois compostos inorgânicos (dióxido de carbono e água) para formar glicose e oxigênio como produtos da reação.
6 CO2 + 6 H2O → C6H12O6 + 6 O2
No oceano, a atividade fotossintética é realizada por vários tipos de organismos que desempenham um papel ecológico semelhante às plantas terrestres. Dentre os principais produtores primários no ambiente marinho pode-se destacar o fitoplâncton, as macroalgas e as plantas vasculares submersas (gramíneas marinhas). Em alguns ambientes marinhos a produtividade primária pode ter contribuição de atividade quimioautotrófica ou pode até mesmo estar exclusivamente associada à taxa de quimiossíntese, sem que ocorra a captação de luz e a participação de pigmentos fotossintéticos.[carece de fontes?] Nestes casos, a energia para fixação de carbono é oriunda exclusivamente de reações químicas envolvendo compostos inorgânicos como ferro e enxofre.
6 CO2 + 6 O2 + 24 H2S  →  C6H12O6 + 24 S2- + 18 H2O
A quimiossíntese é realizada pelas bactérias quimiossintetizantes (ou quimioautotróficas) na ausência de luz. Esse processo é particularmente importante no assoalho oceânico a grandes profundidades e próximo a fontes hidrotermais no oceano profundo.[carece de fontes?]

## Tipos de produtividade primária
A  taxa de produção de carboidratos (estado reduzido, alta energia) a partir de substâncias minerais (estado oxidado, baixa energia), durante um determinado tempo e espaço físico, pode ser dividida em dois tipos de acordo com o total de energia produzida para o ecossistema. A taxa de matéria orgânica total fixada na produção primária pela fotossíntese é conhecida como produtividade primária bruta (PPB). Assim, a produtividade primária bruta de um ecossistema corresponde ao total de biomassa ou matéria orgânica produzida pelos produtores primários por unidade de tempo e espaço. Para manter e sustentar suas taxas metabólicas, os produtores primários consomem parte da própria energia produzida durante a fotossíntese em um processo conhecido como respiração.
C6H12O6 + 6 O2 → 6 CO2 + 6 H2O + ATP (energia)
Assim, somente parte da matéria orgânica produzida é disponibilizada para transferência a organismos consumidores. Logo, a biomassa do produtor primário contém menos energia que a total assimilada na produção. Esta energia disponível para níveis tróficos superiores na cadeia alimentar, em determinado espaço e tempo, é chamada de produtividade primária líquida (PPL).
Produtividade Primária Líquida = Produtividade Primária Bruta – Taxa de Respiração

## Fatores que afetam a produtividade primária nos ecossistemas marinhos
A maior parte da produção primária nos ambientes marinhos é proveniente da fotossíntese realizada pelo fitoplâncton. Portanto, entender os fatores que afetam a produtividade primária nesses ambientes, é compreender os fatores que influenciam a atividade fotossintética realizada por esses organismos. Sabe-se que a produtividade primária marinha é dependente da incidência de radiação solar e também da disponibilidade de nutrientes.

### Luz
A radiação solar exerce um papel fundamental na realização da fotossíntese. Sua intensidade pode variar tanto ao longo do ano (isto é, sazonalmente) quanto geograficamente. Neste caso, as maiores taxas de incidência solar ocorrem nas latitudes mais baixas.
No oceano também ocorre uma considerável variação na incidência da radiação solar de acordo com a profundidade. Isso é resultado da atenuação da intensidade luminosa na coluna de água. Do total da radiação que penetra no oceano, aproximadamente 50% é absorvida nos primeiros centímetros da coluna de água e os 50% restantes (que compreendem o espectro de luz visível) conseguem penetrar vários metros na coluna da água.[carece de fontes?] O espectro de luz visível (400 a 700 nm) é importante para a fotossíntese, sendo chamado de radiação fotossinteticamente ativa (RFA). Esta é rapidamente extinta à medida que aumenta a profundidade, de modo que em águas oceânicas claras somente cerca de 1% da luz que incide na superfície chega aos 100 m de profundidade. Em águas costeiras, a zona fótica não ultrapassa 30 m de profundidade e em aguas turvas não chega aos 3 m de profundidade. Portanto, no oceano, a disponibilidade de energia luminosa limita a produtividade primária às camadas superficiais.
O decréscimo exponencial da luz com a profundidade pode ser obtido para cada comprimento de onda através do cálculo do coeficiente de extinção da radiação solar (k):
{\displaystyle k={\frac {ln(I_{0})-ln(I_{z})}{z}}}
onde z é a profundidade, I0 é a radiância na superfície da água e Iz é radiância na profundidade "z". Conforme a profundidade de penetração da luz, a coluna da água pode ser dividida verticalmente em zona eufótica, zona disfótica e zona afótica.[carece de fontes?] A zona eufótica representa a região com incidência de luz solar suficiente para que a produção fotossintética exceda a perda energética pela respiração celular. A zona disfótica é a região com incidência de luz suficiente para alguns animais se orientarem visualmente, mas muito baixa para haver uma taxa fotossintética positiva. Abaixo da zona disfótica, a zona afótica é caracterizada por apresentar uma intensidade luminosa praticamente nula.

### Nutrientes

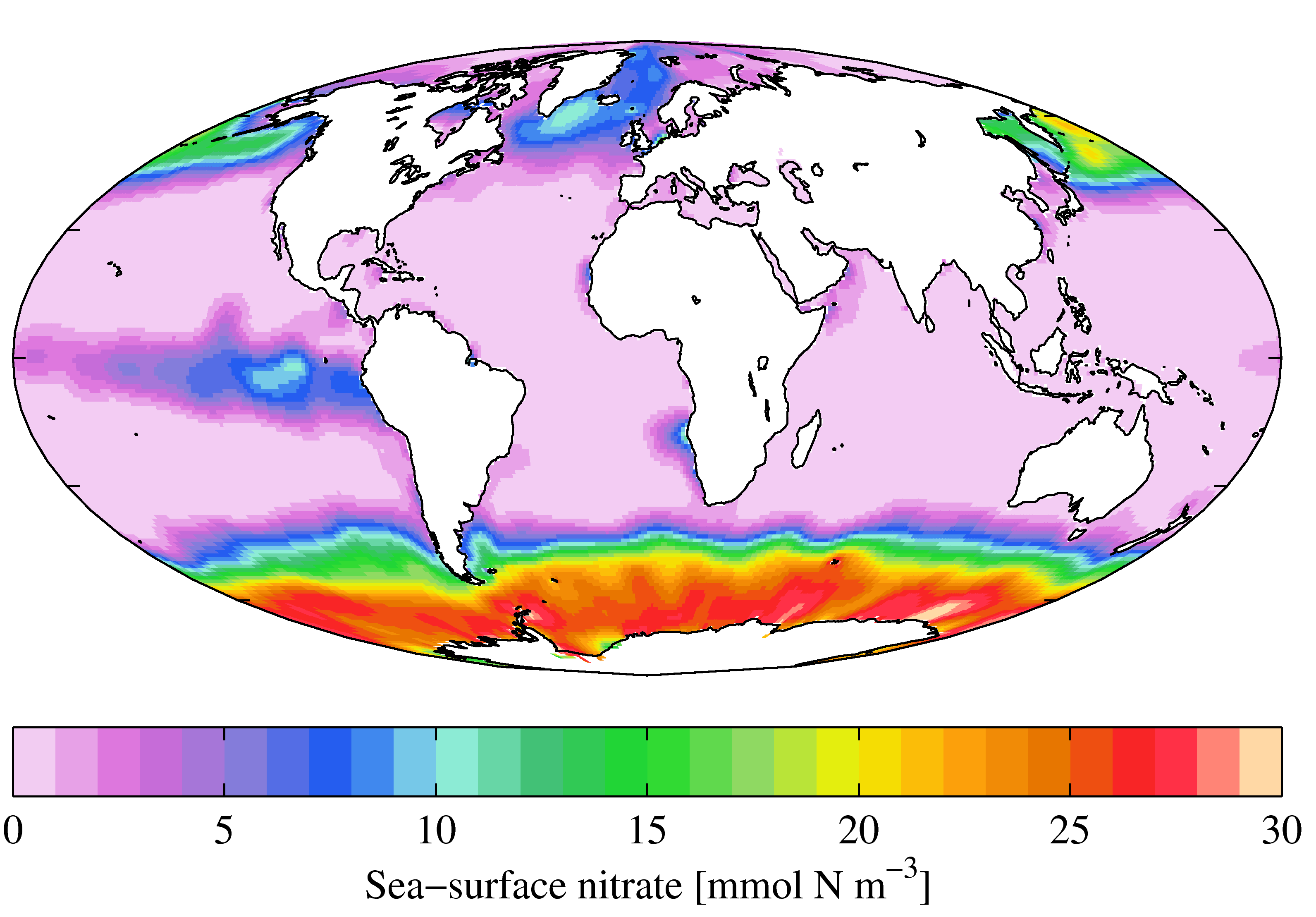
Media anual da concentração do nitrato (NO_{3}^{-}) encontrado na superfície dos oceanos. Dados do Word Ocean Atlas 2009

A produtividade primária marinha também está associada à disponibilidade de nutrientes dissolvidos na água, já que os organismos autótrofos necessitam deles para crescimento e reprodução. Os principais nutrientes necessários ao fitoplâncton são o nitrogênio, encontrado na água do mar nas formas químicas de nitrato (NO3-), nitrito (NO2-) e amônio (NH4+), e o fósforo, encontrado principalmente na forma de ortofosfato (HPO42-). Alguns organismos como as diatomáceas também necessitam de silício como nutriente, que ocorre dissolvido na água do mar na forma de ácido silícico (Si(OH)4). O ferro (Fe) também é considerado um micronutriente limitante à produtividade primária. Experimentos apontaram que florações expressivas de fitoplâncton desenvolvem-se ao adicionar o ferro em algumas áreas oceânicas. Todos esses nutrientes são escassos na zona eufótica da coluna de água marinha, resultando em baixa produtividade primária. Algumas áreas do oceano podem ser consideradas quase como desertos biológicos.[carece de fontes?]

## Variação da produtividade primária nos oceanos
A produtividade primária marinha global apresenta tanto uma variação latitudinal quanto uma variação entre os diferentes ecossistemas marinhos. Levando em conta a importância da luz, presença de nutrientes, transparência e turbulência da água e considerando a interação destes fatores, é possível entender as variações geográficas e ecossistêmicas na produtividade observada nos oceanos.
Em geral, a produtividade primária marinha decresce no sentido continente-oceano. Isso ocorre porque quanto mais próximo da região costeira, maior é o aporte de nutrientes. Os continentes são a principal fonte alóctone de nutrientes para os oceanos por meio principalmente da descarga fluvial. Na zona costeira ocorre um grande aporte de nutrientes. Mesmo em áreas marinhas tropicais, a zona costeira apresenta taxas elevadas de produtividade.[carece de fontes?]
| Local                       | Produtividade (g C m-2 ano-1) |
| --------------------------- | ----------------------------- |
| Plataforma continental      | 100-160                       |
| Bacia oceânica tropical     | 18-50                         |
| Bacia oceânica temperada    | 70-120                        |
| Bacia oceânica da Antártica | 100                           |
| Bacia oceânica do Ártico    | < 1                           |

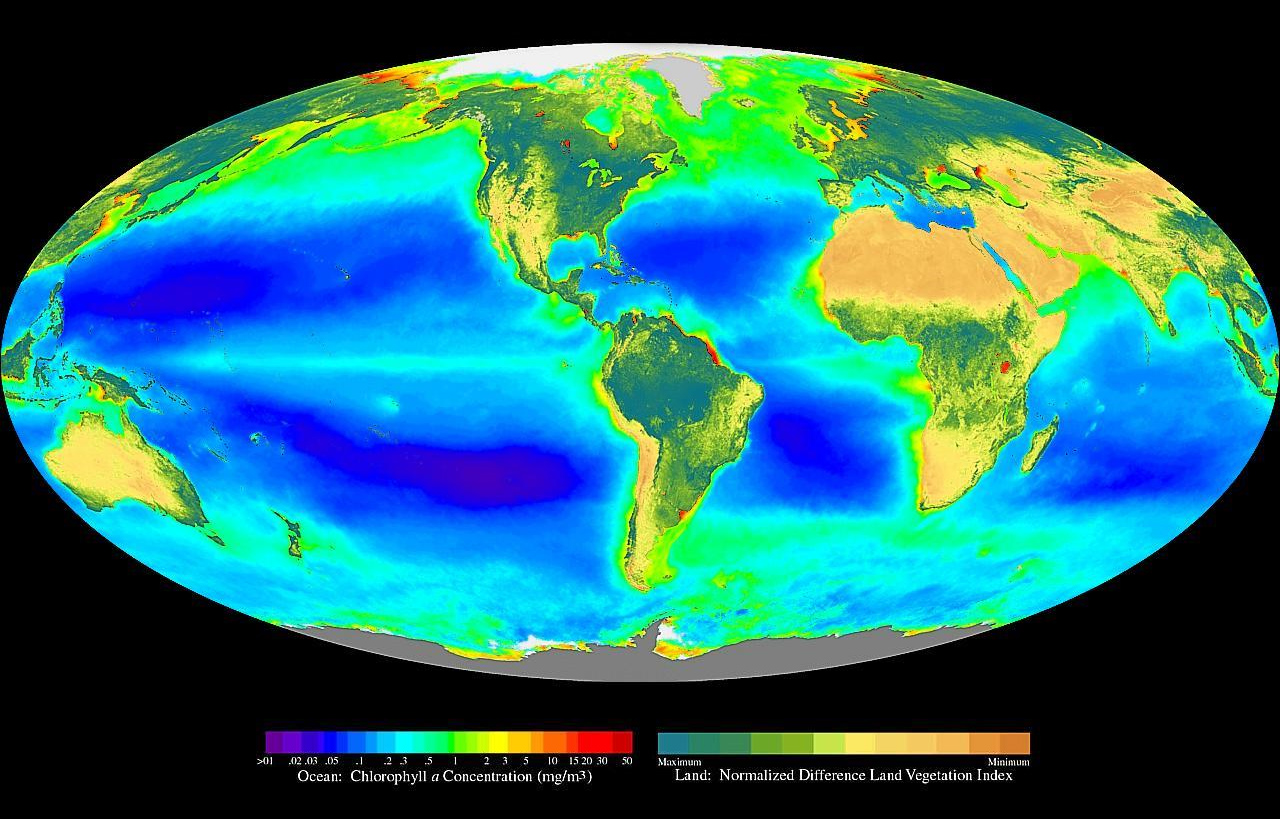
Concentração média de clorofila-a no oceano global e nos continentes entre setembro de 1997 e agosto de 2000. A estimativa da biomassa autótrofa é um ótimo indicador da produção primária potencial. Fornecido pelo Projeto SeaWiFS, NASA / Goddard Space Flight Center and ORBIMAGE

Variações latitudinais são observadas em áreas de oceano aberto, longe da influência dos continentes. Neste caso existe uma variação da produtividade primária entre as regiões temperadas, tropicais e polares. Em zonas temperadas, as mudanças sazonais pronunciadas promovem dois picos na produtividade primária: um mais pronunciado na primavera e outro menor no outono. Baixas produtividades são observadas no verão e no inverno. Nas regiões temperadas, os meses de verão apresentam alta incidência de radiação solar, permitindo a formação de uma termoclina pronunciada que impede a mistura de águas superficiais com águas profundas. Essa termoclina prejudica o enriquecimento das águas superficiais por nutrientes, causando uma queda na produtividade primária. No outono, a incidência de radiação solar diminui e a termoclina tende a enfraquecer ou até mesmo deixar de existir. Nesta condição, há possibilidade da mistura de água superficial com profunda e os nutrientes tornam-se novamente disponíveis na superfície do oceano. Com isso, pequenas florações de fitoplâncton podem ocorrer. Contudo, devido à queda na incidência de radiação solar, a produtividade também tende a decrescer no final do outono. No inverno, mesmo com níveis altos de nutrientes, a incidência de radiação solar diminui ainda mais, ocasionando baixas taxas de produção primária. Na primavera ocorre o aumento da incidência de radiação solar e, devido às camadas superficiais estarem fertilizadas com nutrientes, também há um rápido crescimento do fitoplâncton. Esse fenômeno é conhecido como floração de primavera e sustenta altas taxas de produção primária.
Nos oceanos tropicais, o fator limitante para a produção primária é a disponibilidade de nutrientes, já que essas regiões recebem elevada incidência de radiação solar durante todo o ano. Devido à essa maior incidência de radiação solar, as águas tropicais são estratificadas termicamente e apresentam uma forte termoclina que impede a mistura das camadas de água e dificulta o transporte de nutrientes de camadas mais fundas para a superfície do oceano. Assim, apesar de condições ideais de incidência solar, a não disponibilidade de nutrientes faz com que haja uma baixa produtividade primária ao longo de todo ano nas regiões tropicais.

Em áreas polares, diferentemente do que acontece em regiões tropicais, os nutrientes são abundantes e a luz é o fator limitante para o crescimento do fitoplâncton. Neste caso, a produtividade primária se restringe ao período de verão, quando a luz incidente é suficiente para a realização da fotossíntese pelo fitoplâncton. Durante as outras estações do ano, a produtividade primária é praticamente nula devido à ausência de luz ou pela forte atenuação da mesma (causada pelas camadas de gelo que cobrem a superfície da água).